# Gair
Gair (Rywal) to bollywoodzki rodzinny dramat kryminalny z 1999 roku z Ajay Devganem w roli głównej. Ponadto występują Amrish Puri, Raveena Tandon i Paresh Rawal. Muzyka – duet Anand-Milind. W tym filmie: podrzucone dziecko, tajemnica pochodzenia, splątane relacje rodzinne, niewsparta zgodą na ślub miłość, porwania i wybory z udziałem gangsterów.

## Fabuła
Los od początku bawi się życiem Vijaya Kumara (Ajay Devgan). Podrzucony jako noworodek do świątyni, przez nikogo nie chciany, sam kuje swój los naznaczony piętnem podrzutka, syna bez ojca, kogoś z rodziny o nieznanej kaście i religii. Mimo to udaje mu się wybić własną pracą, wzbudzić w sobie zaufanie wpływowego człowieka C.K. Oberoi (Amrish Puri) i rozkochać w sobie oczywiście piękną Madhu (Raveena Tandon). Wróciwszy ze studiów w Ameryce jedyny syn Oberoia Raja zazdrosny jest i o ojca i o dziewczynę. Intrygując wraz z wujem Jagatem (Paresh Rawal) próbuje zniszczyć Vijaya.

## Obsada
- Ajay Devgan – Vijay Kumar / Dev
- Raveena Tandon – Madhu
- Reena Roy – Sharda Oberoi
- Ajinkya Deo – Raja Oberoi (jako Ajinkya Dev)
- Kiran Kumar – Sampat
- Paresh Rawal – mama Jagat
- Amrish Puri – C.K. Oberoi

## Muzyka i piosenki
Muzykę do filmu skomponował braterski duet Anand-Milind, autorzy muzyki do takich filmów jak Qayamat Se Qayamat Tak (Nagroda Filmfare za Najlepszą Muzykę), Dil, Beta, Hero No. 1, Bestia, Dahek, Baaghi, Inteqam: The Perfect Game, Sangeet, Krantiveer i Anjaam.
- Aaj Ki Raat Naya Geet
- Laila Laila
- Mera Dil Meri Jaan
- Tu Aaja Meri
- Aankhon Mein Mohabbat
- Mere Dil Ne Chupke Se